# Saint-Priest-Ligoure
Pour les articles homonymes, voir Saint-Priest (homonymie).
Saint-Priest-Ligoure est une commune française située dans le département de la Haute-Vienne en région Nouvelle-Aquitaine.

## Géographie

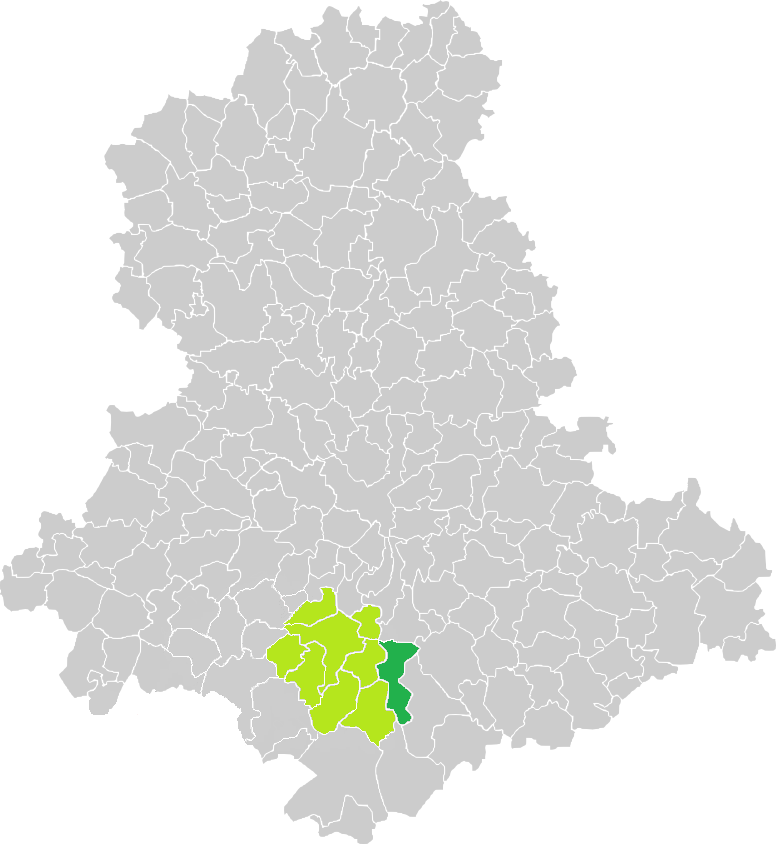
Situation de la commune de Saint-Priest-Ligoure en Haute-Vienne.

### Communes limitrophes
Les communes limitrophes sont Janailhac, Château-Chervix, Coussac-Bonneval, La Roche-l'Abeille, Saint-Jean-Ligoure et Vicq-sur-Breuilh.
| Janailhac          | Saint-Jean-Ligoure   | Vicq-sur-Breuilh |
| La Roche-l'Abeille | Saint-Priest-Ligoure | Château-Chervix  |
|                    | Coussac-Bonneval     |                  |

### Climat
Pour des articles plus généraux, voir Climat de la Nouvelle-Aquitaine et Climat de la Haute-Vienne.
Historiquement, la commune est exposée à un climat océanique limousin.  
En 2020, Météo-France publie une typologie des climats de la France métropolitaine dans laquelle la commune est exposée à un climat océanique altéré et est dans la région climatique  Ouest et nord-ouest du Massif Central, caractérisée par une pluviométrie annuelle de 900 à 1 500 mm, maximale en automne et en hiver.
Pour la période 1971-2000, la température annuelle moyenne est de 11,6 °C, avec une amplitude thermique annuelle de 14,9 °C. Le cumul annuel moyen de précipitations est de 1 070 mm, avec 13,6 jours de précipitations en janvier et 7,9 jours en juillet. Pour la période 1991-2020, la température moyenne annuelle observée sur la station météorologique la plus proche, située sur la commune de Nexon à 8,65 km à vol d'oiseau, est de 11,9 °C et le cumul annuel moyen de précipitations est de 1 011,0 mm,. Pour l'avenir, les paramètres climatiques de la commune estimés pour 2050 selon différents scénarios d’émission de gaz à effet de serre sont consultables sur un site dédié publié par Météo-France en novembre 2022.

## Urbanisme

### Typologie
Au 1er janvier 2024, Saint-Priest-Ligoure est catégorisée commune rurale à habitat très dispersé, selon la nouvelle grille communale de densité à sept niveaux définie par l'Insee en 2022.
Elle est située hors unité urbaine. Par ailleurs la commune fait partie de l'aire d'attraction de Limoges, dont elle est une commune de la couronne,. Cette aire, qui regroupe 127 communes, est catégorisée dans les aires de 200 000 à moins de 700 000 habitants,.

### Occupation des sols
L'occupation des sols de la commune, telle qu'elle ressort de la base de données européenne d’occupation biophysique des sols Corine Land Cover (CLC), est marquée par l'importance des territoires agricoles (75,1 % en 2018), une proportion sensiblement équivalente à celle de 1990 (75,4 %). La répartition détaillée en 2018 est la suivante : prairies (38,3 %), zones agricoles hétérogènes (34,8 %), forêts (24,3 %), terres arables (2 %), milieux à végétation arbustive et/ou herbacée (0,7 %). L'évolution de l'occupation des sols de la commune et de ses infrastructures peut être observée sur les différentes représentations cartographiques du territoire : la carte de Cassini (XVIIIe siècle), la carte d'état-major (1820-1866) et les cartes ou photos aériennes de l'IGN pour la période actuelle (1950 à aujourd'hui).

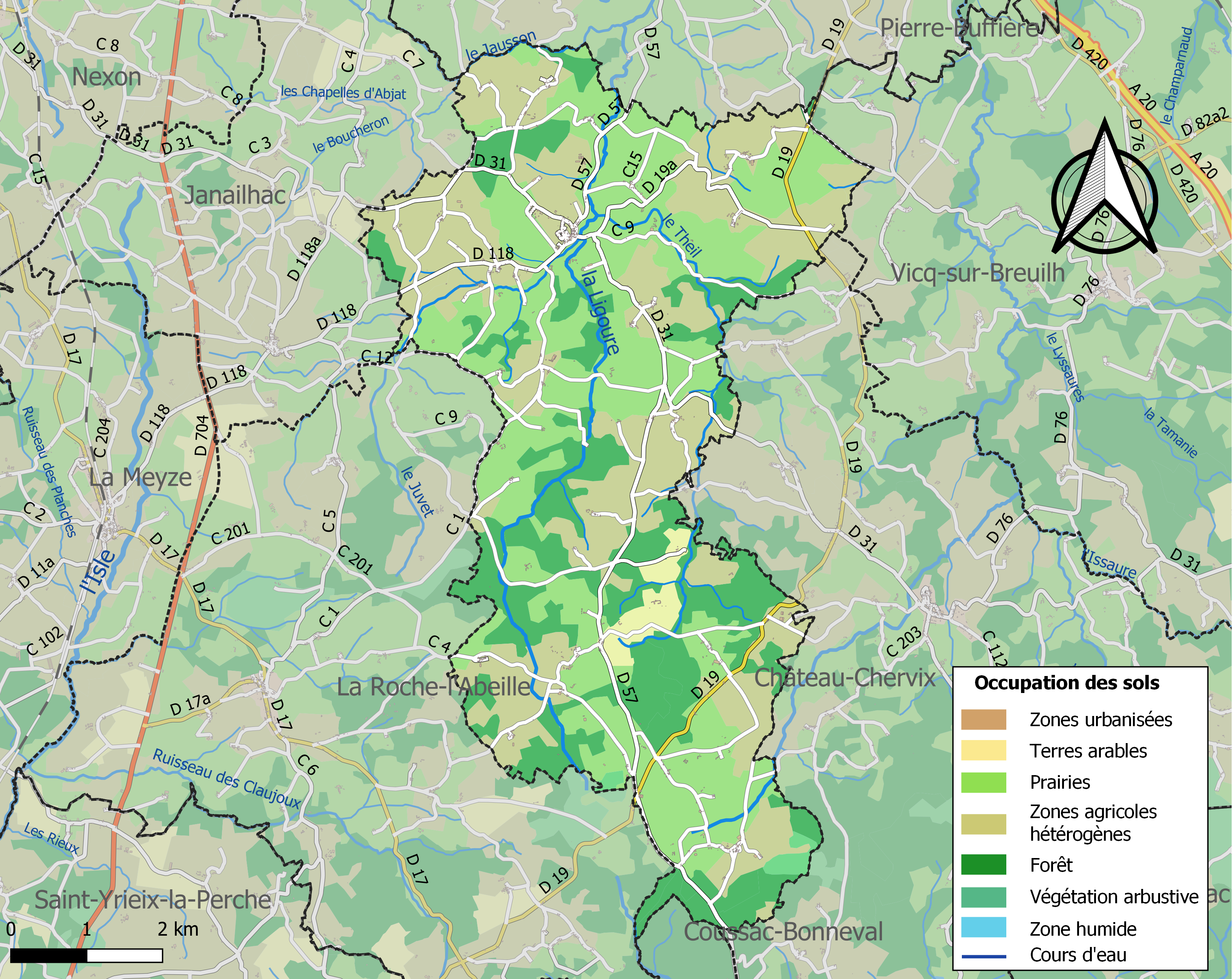
Carte des infrastructures et de l'occupation des sols de la commune en 2018 (CLC).

### Risques majeurs
Le territoire de la commune de Saint-Priest-Ligoure est vulnérable à différents aléas naturels : météorologiques (tempête, orage, neige, grand froid, canicule ou sécheresse), inondations et séisme (sismicité faible). Il est également exposé à un risque particulier : le risque de radon. Un site publié par le BRGM permet d'évaluer simplement et rapidement les risques d'un bien localisé soit par son adresse soit par le numéro de sa parcelle.

#### Risques naturels
Certaines parties du territoire communal sont susceptibles d’être affectées par le risque d’inondation par débordement de cours d'eau, notamment la Breuilh, la Ligoure et la Valentine. La commune a été reconnue en état de catastrophe naturelle au titre des dommages causés par les inondations et coulées de boue survenues en 1982, 1993 et 1999,. Le risque inondation est pris en compte dans l'aménagement du territoire de la commune par le biais du plan de prévention des risques inondation (PPRI) « Ligoure », approuvé le 28 avril 2008.

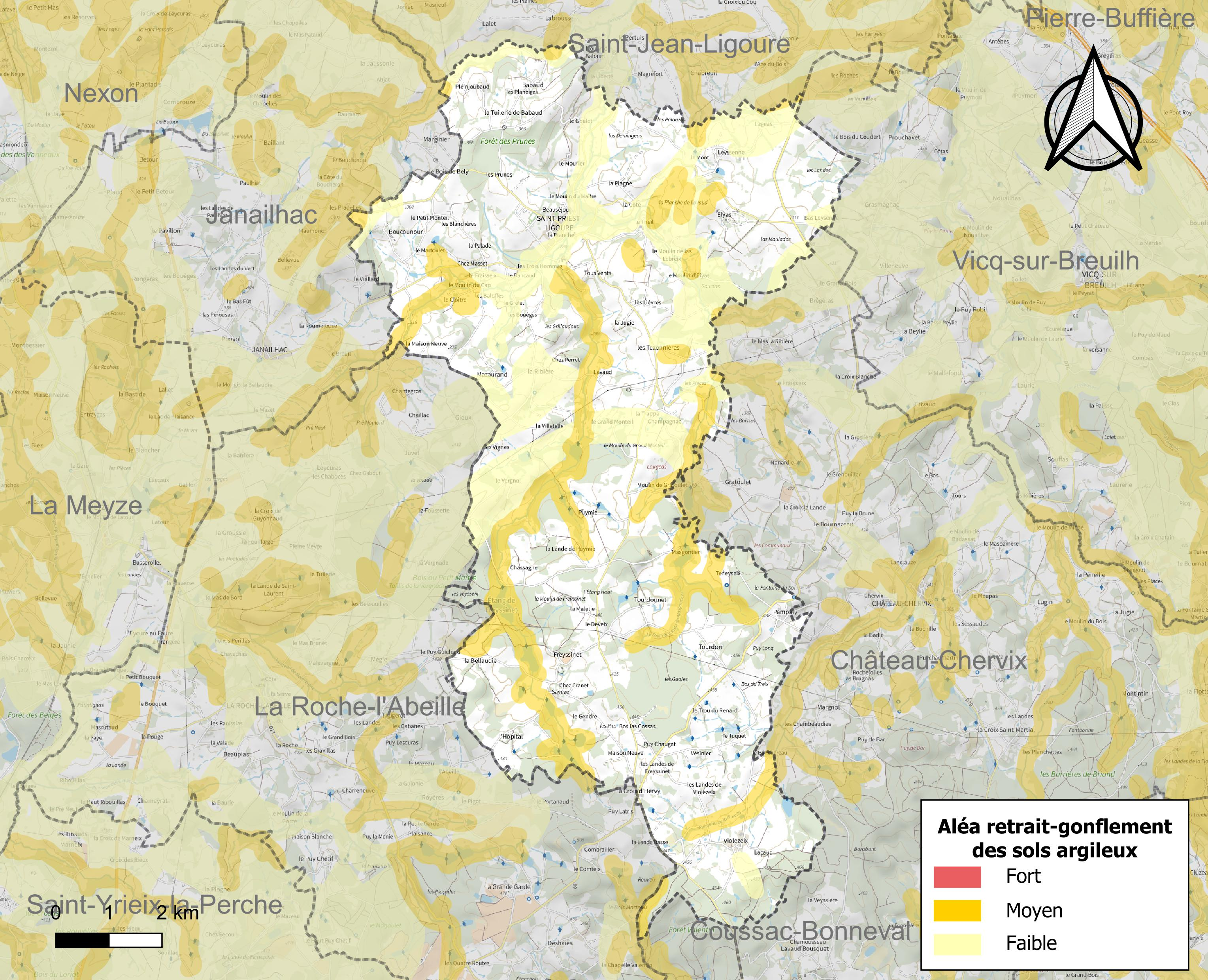
Carte des zones d'aléa retrait-gonflement des sols argileux de Saint-Priest-Ligoure.

Le retrait-gonflement des sols argileux est susceptible d'engendrer des dommages importants aux bâtiments en cas d’alternance de périodes de sécheresse et de pluie. 15,4 % de la superficie communale est en aléa moyen ou fort (27 % au niveau départemental et 48,5 % au niveau national métropolitain). Depuis le 1er octobre 2020, en application de la loi ÉLAN, différentes contraintes s'imposent aux vendeurs, maîtres d'ouvrages ou constructeurs de biens situés dans une zone classée en aléa moyen ou fort,.
La commune a été reconnue en état de catastrophe naturelle au titre des dommages causés par des mouvements de terrain en 1999.

#### Risque particulier
Dans plusieurs parties du territoire national, le radon, accumulé dans certains logements ou autres locaux, peut constituer une source significative d'exposition de la population aux rayonnements ionisants. Selon la classification de 2018, la commune de Saint-Priest-Ligoure est classée en zone 3, à savoir zone à potentiel radon significatif.

## Toponymie
En occitan, la commune est appelée Sent Prèch Ligora.

## Histoire
À partir du Ve siècle av. J.-C., les Gaulois Lémovices exploitèrent une douzaine de mines d'or dans le sud de la commune actuelle. Une nécropole du Premier Âge du Fer a aussi été retrouvée dans la commune. Les mines exploitées se situent au sein du district minier de Saint-Yrieix-la-Perche. L’exploitation de ces mines a été arrêtée après la conquête romaine.

## Politique et administration

### Liste des maires
| Période                                  | Période  | Identité          | Étiquette | Qualité |
| ---------------------------------------- | -------- | ----------------- | --------- | ------- |
| avant 1995                               | ?        | Jean Ditlecadet   |           |         |
| mars 2001                                | 2008     | Guy Royer         |           |         |
| mars 2008                                | En cours | Bernard Delomenie | PS        |         |
| Les données manquantes sont à compléter. |          |                   |           |         |

### Politique environnementale
Dans son palmarès 2024, le Conseil national de villes et villages fleuris de France a attribué deux fleurs à la commune.

## Démographie
L'évolution du nombre d'habitants est connue à travers les recensements de la population effectués dans la commune depuis 1793. Pour les communes de moins de 10 000 habitants, une enquête de recensement portant sur toute la population est réalisée tous les cinq ans, les populations de référence des années intermédiaires étant quant à elles estimées par interpolation ou extrapolation. Pour la commune, le premier recensement exhaustif entrant dans le cadre du nouveau dispositif a été réalisé en 2006.

En 2022, la commune comptait 696 habitants, en évolution de +3,57 % par rapport à 2016 (Haute-Vienne : −0,68 %, France hors Mayotte : +2,11 %).
| 1793  | 1800  | 1806  | 1821  | 1831  | 1836  | 1841  | 1846  | 1851  |
| ----- | ----- | ----- | ----- | ----- | ----- | ----- | ----- | ----- |
| 1 067 | 1 184 | 1 094 | 1 547 | 1 538 | 1 673 | 1 587 | 1 689 | 1 686 |

| 1856  | 1861  | 1866  | 1872  | 1876  | 1881  | 1886  | 1891  | 1896  |
| ----- | ----- | ----- | ----- | ----- | ----- | ----- | ----- | ----- |
| 1 680 | 1 636 | 1 693 | 1 601 | 1 677 | 1 684 | 1 794 | 1 869 | 1 830 |

| 1901  | 1906  | 1911  | 1921  | 1926  | 1931  | 1936  | 1946  | 1954  |
| ----- | ----- | ----- | ----- | ----- | ----- | ----- | ----- | ----- |
| 1 854 | 1 745 | 1 687 | 1 507 | 1 374 | 1 341 | 1 311 | 1 181 | 1 018 |

| 1962 | 1968 | 1975 | 1982 | 1990 | 1999 | 2006 | 2011 | 2016 |
| ---- | ---- | ---- | ---- | ---- | ---- | ---- | ---- | ---- |
| 926  | 758  | 631  | 640  | 561  | 567  | 618  | 669  | 672  |

| 2021 | 2022 | - | - | - | - | - | - | - |
| ---- | ---- | - | - | - | - | - | - | - |
| 686  | 696  | - | - | - | - | - | - | - |

## Lieux et monuments
- Église Saint-Priest de Saint-Priest-Ligoure. L'édifice a été inscrit au titre des monuments historique en 1982[29].
- Boucounours, ferme.
- Champagnac, village.
- Chassagne, ferme.
- Château d'Elyas.
- Château de Freyssinet, du XVIe siècle, avec étang et moulin sur le Ligoure, ancien fief de la famille Joussineau de Tourdonnet attesté au, puis de Lur[30].
- Le Goulet.
- La Jugie, hameau.
- La Plagne, ferme.
- Pampaly, hameau.
- Puymie, hameau.
- La Ribière, hameau.
- Château de Lavergne, du XVIIIe siècle, fief de la famille de Bony de Lavergne, acquis par mariage vers 1369 de Folcher Boni avec Isabeau de La Brosse, dame de Lavergne.
- Tourdon, village, ancienne paroisse dont dépendait Tourdonnet et Freyssinet.
- Château de Tourdonnet, du XIVe siècle, fief de la famille Joussineau de Tourdonnet.
- Violezeix, village.

## Personnalités liées à la commune
- Jacques-Étienne de Cardaillac (° 1818 – † 1879). Allié aux « Bony de Lavergne », né à Saint-Priest-Ligoure, directeur des bâtiments civils de la maison de l'Empereur, membre de l'Institut et commandeur de la Légion d'honneur, le comte de Cardaillac fut conseiller général du canton de Châlus. Une place en centre ville de Châlus porte son nom.
- Cécile Sabourdy (1893-1970), artiste peintre française.
- Léon Laspougeas, forgeron qui a construit une « automobile » unique à partir d'un char à banc en 1896 dont les restes sont conservés au musée Malartre près de Lyon[31],[32].

## Pour approfondir